# 劉胤 (東晉)
劉胤（281年—330年1月29日），字承胤，東萊掖縣人，西漢高祖劉邦庶長子齊王劉肥的後代。晉朝官員，在東晉官至平南將軍、江州刺史。

## 生平
劉胤有俊美的儀容外表，又善交際，結交了當時的豪傑，在齊地著名，士人都仰慕他。後劉胤曾獲舉賢良，和被司空府辟命，但都不應命。

### 避亂北方
八王之亂時戰亂頻仍，劉胤就帶著母親要到遼東避亂，經過幽州時被當時的幽州刺史王浚留下來，並獲對方表為渤海太守。建興二年（314年），王浚被石勒消滅，劉胤改依冀州刺史邵續。不過，當時邵續兵眾既弱且少，於是圖謀向石勒請降。劉胤知道後就以田單、申包胥二人雖然是小官且國家已近滅亡，但仍然能保全國家，反指邵續不應在有兵有城之下投降；又認為外族雖然有強大的兵力，但他們只是一群無賴，終必有禍至，不是邵續結援的好對象。隨後劉胤就向邵續推薦在江東建立勢力的琅琊王司馬睿，並得邵續同意，又派了劉胤出使建康。

### 出使南渡
劉胤到建康後留在當地，任丞相參軍，後遷尚書吏部郎。太興三年（320年）邵續據守的厭次被後趙將領石虎進攻，劉胤力勸晉元帝出兵救援厭次，但晉元帝沒有聽從，而不久邵續就因出戰迎擊石虎而被俘。
大將軍王敦素來與劉胤有交情，對他十分敬重，並請他為其右司馬。不過，劉胤就發現王敦有不臣之心，於是稱疾臥病在床不辦公，王敦以其忤逆他的，於是稱他為豫章太守，但劉胤又以腳疾推辭拜官，朝廷於是下詔讓他在家受命。而劉胤上任後就誅除了莫鴻等在當地橫行的豪族，令州境安定。
咸和初年，劉胤擔任平南將軍、江州刺史溫嶠的軍司，加散騎常侍。咸和二年（327年），蘇峻之亂爆發，溫嶠東下救援建康，劉胤則守湓口。咸和四年（329年），蘇峻之亂被平定，劉胤獲賜爵豐城子。同年溫嶠去世，劉胤就接替溫嶠，任平南將軍、都督江州諸軍事、領江州刺史、假節。

### 江州遇害
劉胤接任江州，陶侃和郗鑒都認為劉胤並沒有當刺史的才幹，然而主掌朝政的王導不聽。有人更向王導長子王悅指出劉胤奢侈無道，身居江州重地必生禍患，王悅亦只說讓劉胤接手江州是溫嶠的意思。劉胤在江州不但不理政事，更縱酒逸樂、增殖財富，令江州商賈雲集。當時東晉朝廷國庫空，官員俸祿都不能支持，但僅有資源就用在江州漕運上，而劉胤卻商旅不絕，因私忘公，因而被奏免。而在此時，後將軍郭默被朝廷徵召為右軍將軍，而郭默樂於為邊將而不想入朝做禁中將領，於是向劉胤說情，但劉胤自言不能協助，及後又拒絕郭默請求物資的要求，於是怨恨劉胤。劉胤收到免官的詔命後試圖自辯，並沒受命去職，而此時蓋肫向郭默誣稱劉胤接到詔命不受命是另有所圖，煽動郭默誅除劉胤，郭默於是在十二月壬辰日（330年1月29日）率其部眾進攻劉胤，並假稱收到詔命討伐劉胤以逼退劉胤的官吏，最終收捕劉胤並殺了他。劉胤享年四十九歲。

## 子女
- 劉赤松，劉胤子，娶南平公主，官至黃門郎、義興太守。

## 延伸阅读
[在维基数据编辑]
 《晉書·卷081》，出自房玄齡《晉書》